# Orchestra di Fiati del Veneto
L'Orchestra di Fiati del Veneto, con sede a Santa Maria di Sala, è nata nel 1988 per iniziativa del Maestro Benvenuto Bassan che, fin dalla sua origine, ne è stato il direttore.

## Storia
La formazione, sorta dall’originaria Orchestra Filarmonica Comunale, costituitasi nel 1982 con il proposito di rilanciare la cultura musicale nel territorio attraverso i giovani, è ora composta da musicisti diplomati, da studenti di conservatorio musicale, amatori e giovani talenti della provincia di Padova e Venezia: principalmente fiati, arricchita da tastiere e percussioni, in tutto una trentina di elementi professionisti.
Questa formazione la rende estremamente versatile ed in grado di eseguire repertorio vario che abbraccia diversi generi, dalla musica classica a quella moderna, big band, colonne sonore, brani originali per orchestra di fiati: questo al fine di poter soddisfare le varie esigenze del pubblico e, allo stesso tempo, avvicinarlo a forme musicali più elaborate ed impegnative.
La formazione ha partecipato a numerose manifestazioni culturali a carattere musicale, riscuotendo ovunque lusinghieri consensi sia dalla critica specializzata che, soprattutto, da parte del pubblico. Nel quasi ventennale periodo di attività, ha infatti tenuto concerti nei più importanti luoghi di culto e teatri in città italiane ed estere.
Spiccano in ambito nazionale: il Duomo di S.Stefano (Venezia - 1992), il Tempio di Santa Corona (Vicenza - 1997), il Teatro Romano di Teggiano (Salerno - 1998), l'Auditorium di S.Nicolò (Chioggia - 2002). Sono inoltre degne di menzione le tournèe europee:
- 1993 - Repubblica Ceca (Praga e Brno)
- 1994 - Ungheria (Budapest)
- 1996 - Polonia (Cracovia)
- 2006 - Germania (Wurzburg e Rothenburg).

L'orchestra ha sempre posto grande attenzione alla propria crescita artistica e professionale, confrontandosi con le migliori formazioni strumentali del settore in numerosi concorsi nazionali ed internazionali, ottenendo ovunque l'apprezzamento delle commissioni esaminatrici e classificandosi sempre ai primi posti.
In questo ambito sono da menzionare:
- 1998 - 1° classificata al Corcorso Regionale di Grezzana - (Varese)
- 1999 - Ottimo piazzamento al Concorso Internazionale "Il Flicorno d'Oro" di Riva del Garda
- 2000 - 2° classificata al Concorso Nazionale del Friuli Venezia Giulia a Bertiolo - (Udine)
- 2003 - 1° Premio assoluto al Concorso "Veneto Suona" organizzato dalla Regione Veneto a Treviso

## Stile
L'Orchestra di Fiati del Veneto si caratterizza per il suo stile musicale, per il repertorio vasto e diversificato che può riassumersi nei seguenti generi ed autori:
- musica originale per orchestra di fiati (Van deer Roost, Waignein, De Meij, Reed, Jan de Haan, Copland)
- trascrizioni dal repertorio classico (Bach, Haendel, Pachelbel, Mozart, Beethoven, Brahms, Čajkovskij, Holst)
- brani operistici, con intervento di cantanti lirici solisti (Rossini, Verdi, Puccini, Bellini)
- colonne sonore dai film più noti (Morricone, Rota, Williams, Lloyd)
- repertorio "big-band" con spirituals, blues, ragtime, swing (Armstrong, Miller, Gershwin)
- musiche tradizionali folkloristiche (Mameli, Vidale, popolari)

L'orchestra è impegnata in registrazioni per alcune case editrici musicali italiane.Parallelamente all'attività concertistica dell'Orchestra, notevole rilievo occupa l'Accademia Filarmonica, primaria Scuola di Musica ove si insegnano tutti gli strumenti a fiato e a percussione oltre a chitarra, fisarmonica, pianoforte, tastiera elettronica e canto lirico.